# Monte Cazazza
Monte Cazazza (* 13. November 1954 in Oakland; † 29. Juni 2023 in Kalifornien) war ein US-amerikanischer Performancekünstler und Musiker der 1970er und 1980er Jahre. Er wurde bekannt durch seinen radikalen und sehr extrem brutalen Stil mit Gewalt, Mord, Tod und Sex als Leitmotiven. Über seine Biografie ist wenig bekannt. Monte Cazazza lebte in den letzten Jahren zurückgezogen in Kalifornien.

## Kunst
1971 trat Cazazza zum ersten Mal als Künstler in Erscheinung, als er an seinem ersten Tag als Schüler des „College of Arts and Crafts“ in Oakland dessen Treppe mit Beton übergoss, so dass es nicht mehr möglich war, die Schule zu betreten. Diese Performance führte zu seiner Entlassung. Im selben Jahr veröffentlichte er lange vor der Fanzinekultur der späten 1970er das Fanzine Nitrous Oxide und nahm mit Collagen, auf denen die Stempel von Orchideenblüten durch Penisse ersetzt waren, an einer Ausstellung in San Francisco teil.
1972 realisierte er seine spektakulärste Performance: Eingeladen zu einer Kunstkonferenz in angenehmem Ambiente in den Wäldern Kaliforniens, traf er mit einem bewaffneten Bodyguard ein, vergiftete die Lebensmittel mit Arsen, warf beim Mittagessen den Hungrigen mit dem Schriftzug „DADA“ versehene Ziegelsteine auf den Fuß und verbrannte beim Abendessen den halbverwesten, mit Maden übersäten Kadaver einer Katze am Esstisch, während sein Leibwächter den Ausgang versperrte. Bilder dieser Performance wurden weltweit veröffentlicht.
Im Dezember 1975 führte er die Performance Futurist Sintesi in einer Galerie in San Francisco durch, dabei wurde eine große Jesusstatue rituell „in das Vergessenwerden vergewaltigt“ und zum Schluss mit Motorsägen zerstört.
Bereits 1974 hatte Monte Cazazza erstmals Kontakt zu Genesis P-Orridge und Cosey Fanny Tutti von der britischen Performancegruppe COUM Transmissions, die fasziniert waren von einem Foto Cazazzas auf dem Titel der Januarausgabe von Vile, einem amerikanischen Mail-Art-Magazin. Das Foto zeigte ihn grinsend mit nacktem, blutverschmiertem Oberkörper und (scheinbar) herausgerissenem Herzen in der Hand. So geriet Cazazza in das Umfeld des beginnenden Industrial um die spätere Band Throbbing Gristle.
Ihre erste Zusammenarbeit war die Produktion einer „Gary Gilmore Gedächtnis-Postkarte“ und bezog sich auf den amerikanischen Raubmörder Gary Gilmore, der für sich die höchstmögliche Bestrafung forderte und dementsprechend 1977 hingerichtet wurde. Die gestellte Abbildung auf der Postkarte wurde als T-Shirt über 6.000 mal verkauft und von der Hong Kong Daily News als echt angesehen und gedruckt. Aus den Erträgen der T-Shirts wurde die Reise von Cazazza nach London zu Throbbing Gristle finanziert. Miteinander produzierten sie noch einen Film, in dem Cazazza und ein 14-jähriger Junge eine Hinrichtung auf dem elektrischen Stuhl nachstellen. Dies war vorerst seine letzte größere künstlerische Aktion, bevor er sich für die kommenden Jahre auf die Musik konzentrierte.

## Musik
Von 1977 an machte Cazazza erste musikalische Aufnahmen. 1979/80 führten sie zur Veröffentlichung zweier Singles und einer Live-Kassette auf dem Industrial-Records-Label von Throbbing Gristle, für das er nebenher den Slogan „Industrial music for industrial people.“ prägte.
1982 veröffentlichte er weitere Aufnahmen, wie bereits zuvor häufig gemeinsam mit Tana Emmolo-Smith, damit war seine musikalische Aktivität allerdings fast wieder beendet. Nach kurzen Intermezzi bei der Band Factrix und in den Anfangstagen bei Psychic TV ließ er nur noch sehr selten von sich hören.
Im September des Jahres 2010 erschien auf dem Mute-Records-Sublabel Blast First sein sieben Stücke umfassendes erstes Full-Length-Album „The Cynic“.

## Diskografie
- 1979: To Mom On Mothers Day, Single
- 1980: Something for Nobody, Single
- 1980: Monte Cazazza – Live, Cassette
- 1982: California Babylon, LP
- 1982: Stairway To Hell, Single
- 1992: The Worst Of Monte Cazazza, CD
- 1996: Power Versus Wisdom, Live, CD
- 1996: Kill Yur Self, Maxi-Single
- 2010: The Cynic, CD / LP